# Познанское общество друзей наук
Познанское общество друзей наук (пол. Poznańskie Towarzystwo Przyjaciół Nauk) — польское научное общество, основанное в 1857 году в Познани. Первым председателем Общества был доктор наук, польский общественный и политический деятель Август Цешковский (1857—1858, 1861—1868, 1885—1894 гг.).
Согласно Уставу, целью Общества является развитие науки, литературы и искусства, интеграция и сохранение традиций научного и интеллектуального сообщества Познани и Великой Польши. Общество организует научные конференции, сессии и заседания; содействует в проведении исследований, в частности, касающихся Великопольского воеводства и Познани; публикует научные данные и результаты исследований, организует лекции, презентации, выставки, сотрудничает в научных целях с великопольскими высшими учебными заведениями, с Польской академией наук, с научными обществами, музеями, библиотеками, архивами и другими учреждениями.
В состав Общества входят 7 научных отделов.
Издательство Общества выпускает научную и научно-популярную литературу, а также периодические издания.
Председателем Общества является доктор наук, профессор Andrzej Gulczyński.
Актуальная информация о деятельности Общества публикуется на сайте www.ptpn.poznan.pl.